# Mycale phyllophila
Mycale phyllophila är en svampdjursart som beskrevs av Jörn Hentschel 1911. Mycale phyllophila ingår i släktet Mycale och familjen Mycalidae. Inga underarter finns listade i Catalogue of Life.